# Kartellparteien
Der Begriff Kartellparteien bezeichnet in der Geschichte des Deutschen Kaiserreichs ein konservativ-nationalliberales Wahlbündnis zwischen 1887 und 1890.

## Zusammensetzung und Anfänge
Zur Stützung des Reichskanzlers Otto von Bismarck bildete sich vor der Reichstagswahl von 1887 ein Bündnis aus Deutschkonservativer Partei, Freikonservativer Partei und der Nationalliberalen Partei. Dieses sah gemeinsame Kandidaten in den Wahlkreisen sowie Absprachen bei eventuellen Stichwahlen vor.
Die Rechtsparteien profitierten bei der Reichstagswahl von 1887 außerdem von der Furcht vor einem Krieg gegen Frankreich. Vor allem die Nationalliberalen konnten kräftig Stimmen zulegen und gewannen 48 Mandate zu Lasten der Linksliberalen und Sozialdemokraten hinzu.
Der Sieg des Kartells verschaffte Bismarck noch einmal eine parlamentarische Mehrheit. Er war aber nunmehr deutlich abhängiger von diesem Bündnis, und das politische Schicksal des Kanzlers war mit dem Erfolg der Koalition eng verbunden. Anfangs war das Bündnis durchaus erfolgreich. So gelang 1887 die Durchsetzung des Septennats. Ein Jahr später brachte eine Veränderung des Landwehrgesetzes noch einmal eine Stärkung der Armee. Den ostelbischen Großgrundbesitzern als Basis der Konservativen kam die Koalition mit agrarfreundlichen Gesetzen zur Zucker- und Branntweinsteuer entgegen. Außerdem verständigte sich das Kartell auf eine Verlängerung der Legislaturperiode von drei auf fünf Jahre sowie die Verlängerung des Sozialistengesetzes.

## Niedergang der Koalition
Allerdings waren damit die Gemeinsamkeiten bereits weitgehend ausgeschöpft. Konflikte ergaben sich etwa beim sogenannten zweiten „Friedensgesetz“, das den Kulturkampf beilegen sollte. Dieser Gesetzentwurf scheiterte am Einspruch der Nationalliberalen. Auch der Versuch, im Rahmen der Schutzzollpolitik die Getreidezölle noch einmal zu erhöhen, stieß auf den Widerstand der Liberalen. Nur durch die Zustimmung des Zentrums kam diese Vorlage durch.
In den verschiedenen Kartellparteien verstärkten sich die Gegenkräfte. In der Deutschkonservativen Partei träumte der ultrarechte Flügel von einer konservativen Volkspartei und einem antikapitalistischen, antisemitischen, antiliberalen und christlich-sozialreformerischen Kurs. Dies legte inhaltlich ein Bündnis mit dem Zentrum nahe. Im nationalliberalen Lager verstärkten sich die Zweifel am Kurs der Repression gegen die Sozialdemokratie und an der Kolonialpolitik. Außerdem hielt die Partei an ihrer Kritik an der Sozialpolitik fest. Nur mit Hilfe des Zentrums wurde 1889 das Altersrenten- und das Invaliditätsversicherungsgesetz verabschiedet.
Die Koalition zerbrach zu Beginn der Herrschaft Wilhelms II. an der Frage der Sozialistengesetze. Während der neue Kaiser zur Festigung einer klassenübergreifenden Einheit des Volkes die Sozialistenverfolgung einstellen wollte, hielten Bismarck und die Konservativen wie Wilhelm von Kardorff daran fest. Die tragenden Parteien des Kartells mussten bei der Reichstagswahl von 1890 massive Verluste zu Gunsten des Zentrums, der Linksliberalen und der Sozialdemokratie hinnehmen.
Durch diese Niederlage geriet Bismarck im eskalierenden Machtkampf mit Wilhelm II. ohne nennenswerte politische Unterstützer ins Hintertreffen, die Folge war seine Entlassung im März 1890.